# Ulf von Rauchhaupt
Ulf von Rauchhaupt (* 1964 in Frankfurt am Main) ist ein deutscher Wissenschaftsjournalist.

## Leben
Ulf von Rauchhaupt wurde 1964 in Frankfurt am Main geboren und legte 1985 sein Abitur am humanistischen Gymnasium bei St. Stephan in Augsburg ab. Nach einem Studium an der Technischen Universität und der Philosophischen Hochschule in München promovierte er 1997 am Max-Planck-Institut für extraterrestrische Physik in Garching bei München. Von 1998 bis 2000 arbeitete er am Max-Planck-Institut für Wissenschaftsgeschichte in Berlin und von 2000 bis 2001 am Forschungsinstitut des Deutschen Museums in München. Die Zeit am Max-Planck-Institut für Wissenschaftsgeschichte wurde durch ein Reimar-Lüst-Stipendium der Max-Planck-Gesellschaft gefördert.

## Berufliche Tätigkeit
Seit 2001 ist Ulf von Rauchhaupt Redakteur bei der Frankfurter Allgemeinen Zeitung, wo er seit 2008 zusammen mit Jörg Albrecht das Wissenschaftsressort der Sonntagszeitung leitet.

## Auszeichnungen
- 2002: Georg von Holtzbrinck Preis für Wissenschaftsjournalismus der Verlagsgruppe Georg von Holtzbrinck im Bereich Print
- 2006: Journalistenpreis der Deutschen Mathematiker-Vereinigung
- 2009: Hanno und Ruth Roelin-Preis der Astronomischen Gesellschaft
- 2009: Werner und Inge Grüter-Preis für Wissenschaftsvermittlung

## Publikationen
- Wittgensteins Klarinette. Gegenwart und Zukunft des Wissens. Berliner Taschenbuch Verlag, 2005. ISBN 978-3-833300127.
- Der neunte Kontinent: Die wissenschaftliche Eroberung des Mars. S. Fischer Verlag, Frankfurt am Main; 2009. ISBN 978-3-100629388.
- Die Ordnung der Stoffe: Ein Streifzug durch die Welt der chemischen Elemente. Fischer Taschenbuch Verlag, Frankfurt am Main; 2009. ISBN 978-3-596-18590-0.[2]
- zusammen mit Tilman Spreckelsen: Heilige für Eilige. Wann sie helfen, wer sie sind. 100 Kurzporträts. Herder Verlag, Freiburg; 2010. ISBN 978-3-451-06258-2
- In den Sternen. Die 88 Konstellationen im Portrait. Fischer Taschenbuch Verlag, Frankfurt am Main; 2013. ISBN 978-3-596-19653-1.